# Schwanzlurche
Die Schwanzlurche (Caudata; auch: Urodela, womit aber manchmal ausschließlich die Kronengruppe gemeint ist) sind eine von drei Ordnungen der Amphibien. Sie werden rein umgangssprachlich oft in Salamander und Molche gegliedert, je nachdem, ob sie stärker an das Landleben angepasst sind („Salamander“) oder eine größere Bindung an das Wasser als Lebensraum erkennen lassen, etwa durch Flossensäume am Schwanz („Molche“). Allerdings sind auch die sogenannten Salamander häufig auf Gewässer zur Eiablage bzw. Entwicklung der Larven angewiesen. Umgekehrt verbringen viele Molche einen Teil ihres Lebens an Land. Aus dem Blickwinkel der Systematik sind diese beiden umgangssprachlichen Bezeichnungen jedoch ungeeignet, da sie sich verwandtschaftlich nicht trennen lassen.
Weltweit sind knapp 600 Arten bekannt, die zum größten Teil auf der Nordhalbkugel verbreitet sind, in Südamerika aber auch die Südhalbkugel erreichen.

## Merkmale
Die Spanne der Körperlängen reicht von kaum mehr als drei Zentimetern (einige Arten der mexikanischen Gattung Thorius, Lungenlose Salamander) bis hin zu den manchmal mehr als anderthalb Meter langen Riesensalamandern, die zugleich die größten Amphibien der Gegenwart darstellen.
Alle Schwanzlurche haben einen langgestreckten Körper und besitzen einen Schwanz, der – je nach artsystematischer Zugehörigkeit oder auch der jahreszeitlichen Lebensphase – im Querschnitt rundlich oder seitlich abgeflacht und mit Hautsäumen versehen sein kann. Bis auf die Armmolche, die keine Hinterbeine haben, weisen alle Schwanzlurche vier in etwa gleich lange Gliedmaßen auf, auf denen die Tiere sich – sofern sie sich an Land befinden – laufend (nicht hüpfend oder springend wie Froschlurche) fortbewegen.
Auch bestimmte Merkmale im übrigen Knochenbau (beispielsweise Aufbau und, mit 30 bis 100 Stück, viel größere Anzahl der Rückenwirbel) sowie bei der Ausprägung von Zähnen in den Kiefern sind allen gemeinsam beziehungsweise trennen sie von den Froschlurchen. Im Gegensatz zu den meisten Fröschen haben Schwanzlurche noch freie Rippen (Ausnahme: Riesensalamander); Schulter- und Beckengürtel sind bei ihnen überwiegend knorpelig und weniger fest mit der Wirbelsäule verbunden als bei den Anura.
Trommelfell und Mittelohr fehlen den Molchen und Salamandern generell. Der Geruchssinn dürfte eine größere Rolle spielen als bei den Fröschen und Kröten.
Adulte Schwanzlurche atmen meist mit Lungen sowie durch die Haut; bei den lungenlosen Salamandern erfolgt der Gasaustausch allerdings nur über die Haut und die Schleimhäute der Mundhöhle.

## Fortpflanzung und Individualentwicklung
Anders als die Froschlurche, bei denen eine äußere Besamung des Laiches stattfindet, praktizieren Schwanzlurche eine indirekte innere Befruchtung (abgesehen von den Cryptobranchoidea, die noch weitere Eigenarten aufweisen). Dazu nimmt das Weibchen in der Regel ein zuvor vom Männchen abgesetztes Samenpaket (Spermatophore) mit seiner Kloake auf. Viele Schwanzlurche legen Eier in Gewässer und verbringen eine Larvenphase im Wasser; nur wenige sind lebendgebärend (ovovivipar). Die meisten Vertreter der artenreichsten Familie der Lungenlosen Salamander (Plethodontidae) deponieren ihre Eier allerdings an Land.

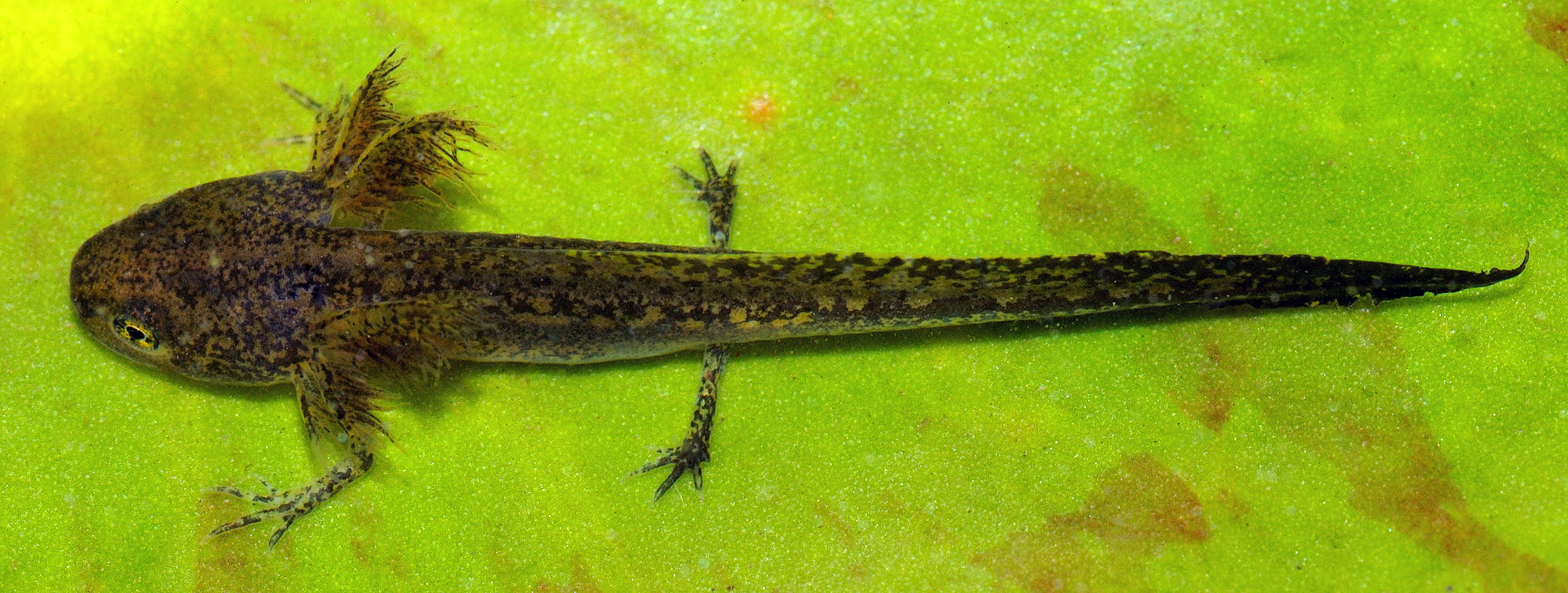
Molchlarve

Die im Wasser lebenden Larven (als „Kaulquappen“ werden nur die Larven der Froschlurche bezeichnet) haben in der Regel äußere Kiemenbüschel und entwickeln zunächst die vorderen Extremitäten. Sie ernähren sich – anders als Kaulquappen – ausschließlich carnivor.
Eine besondere Erscheinung ist die Neotenie, bei der Larven nicht zur vollständigen Metamorphose zum Landtier gelangen, sondern zeitlebens Larvenmerkmale behalten. Dieses auch Pädomorphie („Kindergestalt“) genannte Phänomen kommt nicht selten vor. Die bekanntesten Beispiele sind der Axolotl und der Grottenolm.
Ein weiteres Merkmal vieler, auch adulter Schwanzlurche ist darüber hinaus die Fähigkeit zur Regeneration verlorengegangener Gliedmaßen oder des Schwanzes. Bei den Froschlurchen gelingt dies nur im Entwicklungsstadium der Kaulquappe.

## Verbreitung

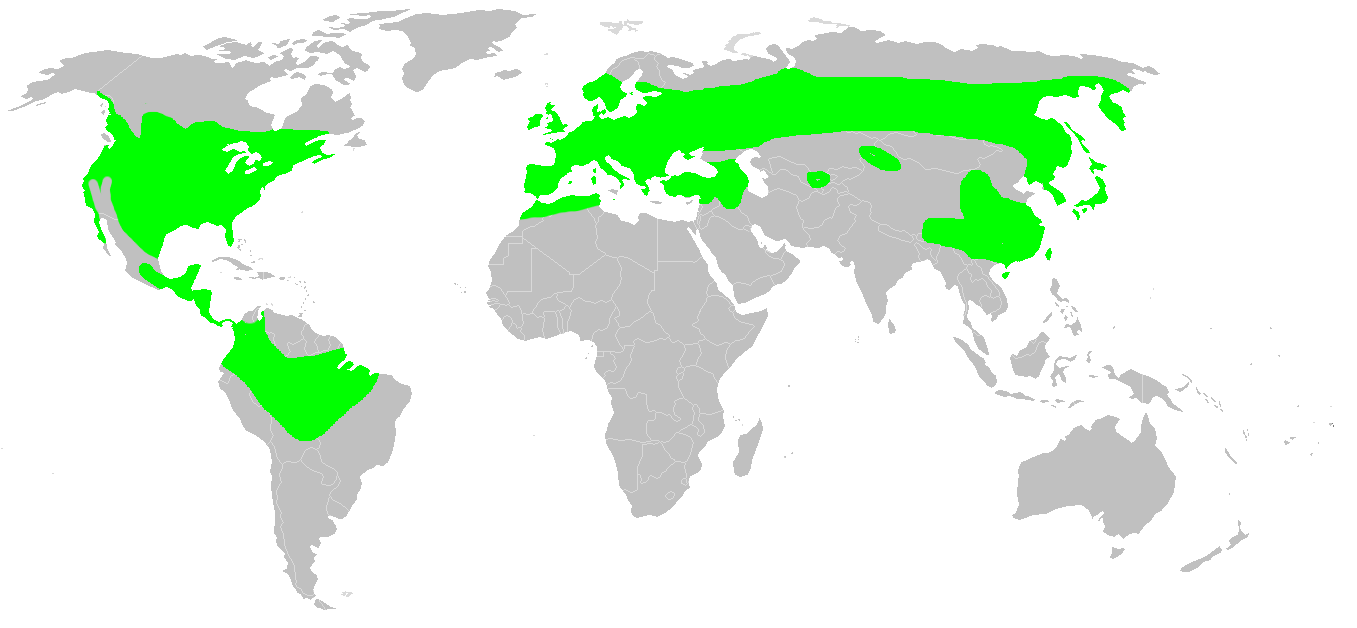
Weltweite Verbreitung der Schwanzlurche

Schwanzlurche sind vor allem holarktisch, also in gemäßigt temperaten bis subtropischen Gefilden der nördlichen Hemisphäre verbreitet. Allein neun von zehn Familien sind dabei in den USA anzutreffen. Nur von den Lungenlosen Salamandern (Plethodontidae) erreichen einige in Lateinamerika auch die Tropen und überschreiten den Äquator.
Im Einzelnen werden Nord-, Mittel- und das nordwestliche Südamerika, Europa, der äußerste Nordwesten Afrikas sowie Teile Asiens besiedelt. In Australien gibt es keine Schwanzlurche.

## Systematik
Von einigen Autoren wird „Urodela“ als der entsprechend der nomenklatorischen Bestimmungen gültige wissenschaftliche Name für die Schwanzlurche angesehen; im amerikanischen Sprachraum wird aber meist der Name „Caudata“ verwendet.
Die Ordnung wird in drei Überfamilien eingeteilt. Die urtümlichsten sind die Cryptobranchoidea (Riesensalamander und Winkelzahnmolche), die in Ostasien sowie in Nordamerika vorkommen und teilweise 1,5 (1,8) Meter lang werden können, sowie die ebenfalls aquatil lebenden Armmolche (Sirenoidea) aus dem Südosten der USA. In der bei weitem größten Überfamilie, den Salamanderverwandten (Salamandroidea), sind auch alle in Europa vorkommenden Salamander und Molche vertreten.
Das folgende Kladogramm zeigt die Verwandtschaftsverhältnisse der einzelnen Schwanzlurchfamilien basierend auf den phylogenetischen Analysen von Pyron & Wiens (2010) und Stewart & Wiens (2024):
|  | Cryptobranchidae (Riesensalamander) |
|  |                                     |
|  | Hynobiidae (Winkelzahnmolche)       |
|  |                                     |

|  | \| \| Ambystomatidae (Querzahnmolche) \| \| \| \| \| \| Dicamptodontidae (Riesenquerzahnmolche) \| \| \| \| |
|  | |
|  | Salamandridae (Echte Salamander und Molche)                                                                 |
|  | |
|  | Ambystomatidae (Querzahnmolche)                                                                             |
|  | |
|  | Dicamptodontidae (Riesenquerzahnmolche)                                                                     |
|  | |

|  | Ambystomatidae (Querzahnmolche)         |
|  |                                         |
|  | Dicamptodontidae (Riesenquerzahnmolche) |
|  |                                         |

|                    | Rhyacotritonidae                                                                                   |
|                    | |
| Xenosalamandroidei | \| \| Amphiumidae (Aalmolche) \| \| \| \| \| \| Plethodontidae (Lungenlose Salamander) \| \| \| \| |
|                    | \| \| Amphiumidae (Aalmolche) \| \| \| \| \| \| Plethodontidae (Lungenlose Salamander) \| \| \| \| |
|                    | Amphiumidae (Aalmolche)                                                                            |
|                    | |
|                    | Plethodontidae (Lungenlose Salamander)                                                             |
|                    | |

|  | Amphiumidae (Aalmolche)                |
|  |                                        |
|  | Plethodontidae (Lungenlose Salamander) |
|  |                                        |

|                    | Rhyacotritonidae                                                                                   |
|                    | |
| Xenosalamandroidei | \| \| Amphiumidae (Aalmolche) \| \| \| \| \| \| Plethodontidae (Lungenlose Salamander) \| \| \| \| |
|                    | \| \| Amphiumidae (Aalmolche) \| \| \| \| \| \| Plethodontidae (Lungenlose Salamander) \| \| \| \| |
|                    | Amphiumidae (Aalmolche)                                                                            |
|                    | |
|                    | Plethodontidae (Lungenlose Salamander)                                                             |
|                    | |

|  | Amphiumidae (Aalmolche)                |
|  |                                        |
|  | Plethodontidae (Lungenlose Salamander) |
|  |                                        |

|  | \| \| Ambystomatidae (Querzahnmolche) \| \| \| \| \| \| Dicamptodontidae (Riesenquerzahnmolche) \| \| \| \| |
|  | |
|  | Salamandridae (Echte Salamander und Molche)                                                                 |
|  | |
|  | Ambystomatidae (Querzahnmolche)                                                                             |
|  | |
|  | Dicamptodontidae (Riesenquerzahnmolche)                                                                     |
|  | |

|  | Ambystomatidae (Querzahnmolche)         |
|  |                                         |
|  | Dicamptodontidae (Riesenquerzahnmolche) |
|  |                                         |

|                    | Rhyacotritonidae                                                                                   |
|                    | |
| Xenosalamandroidei | \| \| Amphiumidae (Aalmolche) \| \| \| \| \| \| Plethodontidae (Lungenlose Salamander) \| \| \| \| |
|                    | \| \| Amphiumidae (Aalmolche) \| \| \| \| \| \| Plethodontidae (Lungenlose Salamander) \| \| \| \| |
|                    | Amphiumidae (Aalmolche)                                                                            |
|                    | |
|                    | Plethodontidae (Lungenlose Salamander)                                                             |
|                    | |

|  | Amphiumidae (Aalmolche)                |
|  |                                        |
|  | Plethodontidae (Lungenlose Salamander) |
|  |                                        |

|                    | Rhyacotritonidae                                                                                   |
|                    | |
| Xenosalamandroidei | \| \| Amphiumidae (Aalmolche) \| \| \| \| \| \| Plethodontidae (Lungenlose Salamander) \| \| \| \| |
|                    | \| \| Amphiumidae (Aalmolche) \| \| \| \| \| \| Plethodontidae (Lungenlose Salamander) \| \| \| \| |
|                    | Amphiumidae (Aalmolche)                                                                            |
|                    | |
|                    | Plethodontidae (Lungenlose Salamander)                                                             |
|                    | |

|  | Amphiumidae (Aalmolche)                |
|  |                                        |
|  | Plethodontidae (Lungenlose Salamander) |
|  |                                        |

|  | \| \| Ambystomatidae (Querzahnmolche) \| \| \| \| \| \| Dicamptodontidae (Riesenquerzahnmolche) \| \| \| \| |
|  | |
|  | Salamandridae (Echte Salamander und Molche)                                                                 |
|  | |
|  | Ambystomatidae (Querzahnmolche)                                                                             |
|  | |
|  | Dicamptodontidae (Riesenquerzahnmolche)                                                                     |
|  | |

|  | Ambystomatidae (Querzahnmolche)         |
|  |                                         |
|  | Dicamptodontidae (Riesenquerzahnmolche) |
|  |                                         |

|                    | Rhyacotritonidae                                                                                   |
|                    | |
| Xenosalamandroidei | \| \| Amphiumidae (Aalmolche) \| \| \| \| \| \| Plethodontidae (Lungenlose Salamander) \| \| \| \| |
|                    | \| \| Amphiumidae (Aalmolche) \| \| \| \| \| \| Plethodontidae (Lungenlose Salamander) \| \| \| \| |
|                    | Amphiumidae (Aalmolche)                                                                            |
|                    | |
|                    | Plethodontidae (Lungenlose Salamander)                                                             |
|                    | |

|  | Amphiumidae (Aalmolche)                |
|  |                                        |
|  | Plethodontidae (Lungenlose Salamander) |
|  |                                        |

|                    | Rhyacotritonidae                                                                                   |
|                    | |
| Xenosalamandroidei | \| \| Amphiumidae (Aalmolche) \| \| \| \| \| \| Plethodontidae (Lungenlose Salamander) \| \| \| \| |
|                    | \| \| Amphiumidae (Aalmolche) \| \| \| \| \| \| Plethodontidae (Lungenlose Salamander) \| \| \| \| |
|                    | Amphiumidae (Aalmolche)                                                                            |
|                    | |
|                    | Plethodontidae (Lungenlose Salamander)                                                             |
|                    | |

|  | Amphiumidae (Aalmolche)                |
|  |                                        |
|  | Plethodontidae (Lungenlose Salamander) |
|  |                                        |

|  | \| \| Ambystomatidae (Querzahnmolche) \| \| \| \| \| \| Dicamptodontidae (Riesenquerzahnmolche) \| \| \| \| |
|  | |
|  | Salamandridae (Echte Salamander und Molche)                                                                 |
|  | |
|  | Ambystomatidae (Querzahnmolche)                                                                             |
|  | |
|  | Dicamptodontidae (Riesenquerzahnmolche)                                                                     |
|  | |

|  | Ambystomatidae (Querzahnmolche)         |
|  |                                         |
|  | Dicamptodontidae (Riesenquerzahnmolche) |
|  |                                         |

|                    | Rhyacotritonidae                                                                                   |
|                    | |
| Xenosalamandroidei | \| \| Amphiumidae (Aalmolche) \| \| \| \| \| \| Plethodontidae (Lungenlose Salamander) \| \| \| \| |
|                    | \| \| Amphiumidae (Aalmolche) \| \| \| \| \| \| Plethodontidae (Lungenlose Salamander) \| \| \| \| |
|                    | Amphiumidae (Aalmolche)                                                                            |
|                    | |
|                    | Plethodontidae (Lungenlose Salamander)                                                             |
|                    | |

|  | Amphiumidae (Aalmolche)                |
|  |                                        |
|  | Plethodontidae (Lungenlose Salamander) |
|  |                                        |

|                    | Rhyacotritonidae                                                                                   |
|                    | |
| Xenosalamandroidei | \| \| Amphiumidae (Aalmolche) \| \| \| \| \| \| Plethodontidae (Lungenlose Salamander) \| \| \| \| |
|                    | \| \| Amphiumidae (Aalmolche) \| \| \| \| \| \| Plethodontidae (Lungenlose Salamander) \| \| \| \| |
|                    | Amphiumidae (Aalmolche)                                                                            |
|                    | |
|                    | Plethodontidae (Lungenlose Salamander)                                                             |
|                    | |

|  | Amphiumidae (Aalmolche)                |
|  |                                        |
|  | Plethodontidae (Lungenlose Salamander) |
|  |                                        |

Derzeit sind etwa 780 Arten bekannt, wobei sich diese Zahl aufgrund von Phylogenese-Forschung ständig geringfügig ändern kann.
Die folgende Tabelle zeigt eine Systematik der rezenten Schwanzlurche mit allen Gattungen und zusätzlich einer Auswahl von Arten (Europa mit rund 40 Arten möglichst vollständig). Die Sortierung innerhalb der Überfamilien und Familien erfolgt alphabetisch nach den wissenschaftlichen Namen. Die in Deutschland, Österreich und der Schweiz natürlich vorkommenden Taxa aus der Familie Salamandridae sind fett hervorgehoben.
- Überfamilie Cryptobranchoidea

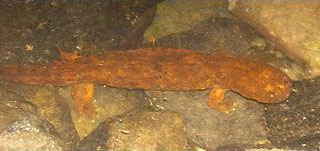
Schlammteufel
(Cryptobranchus alleganiensis)

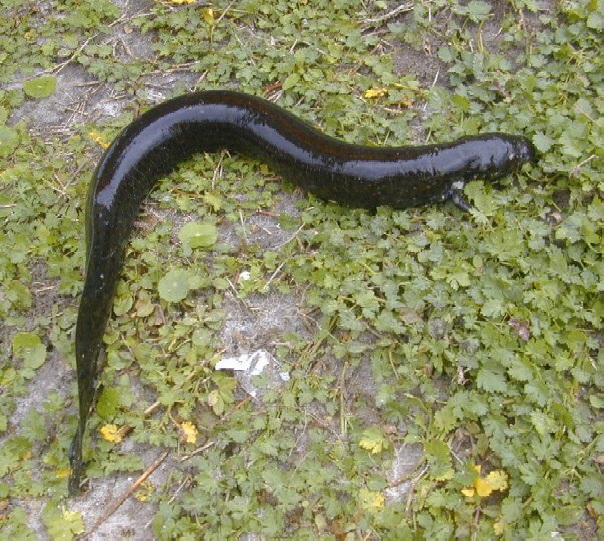
Großer Armmolch (Siren lacertina)

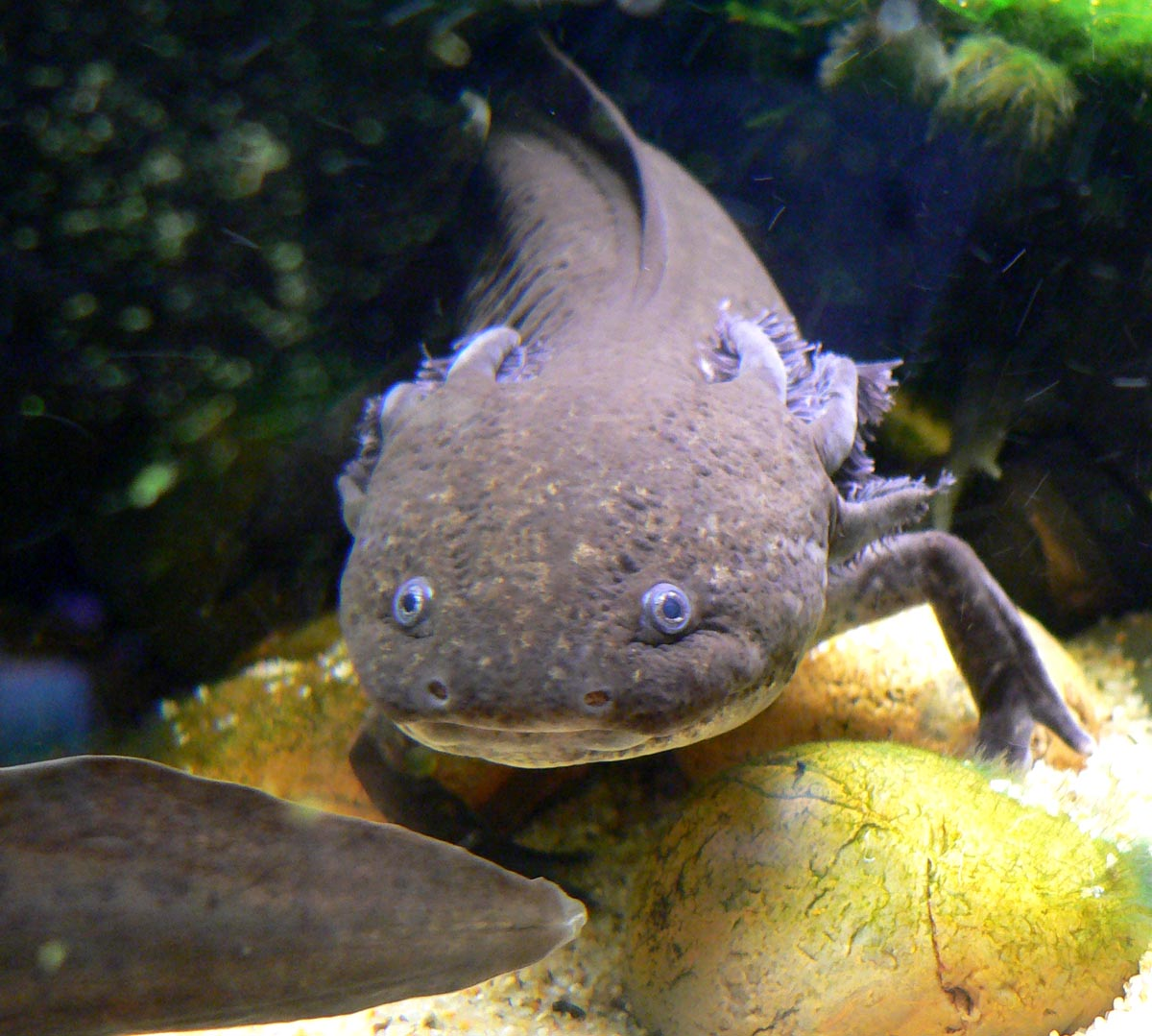
Axolotl (Ambystoma mexicanum)

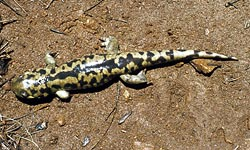
Tigersalamander
(Ambystoma tigrinum)

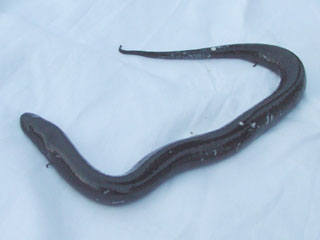
Zweizehen-Aalmolch
(Amphiuma means)

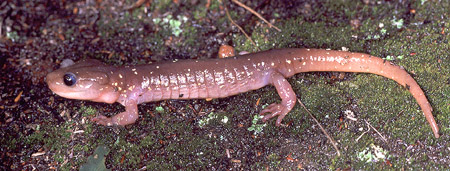
Alligatorsalamander
(Aneides lugubris)

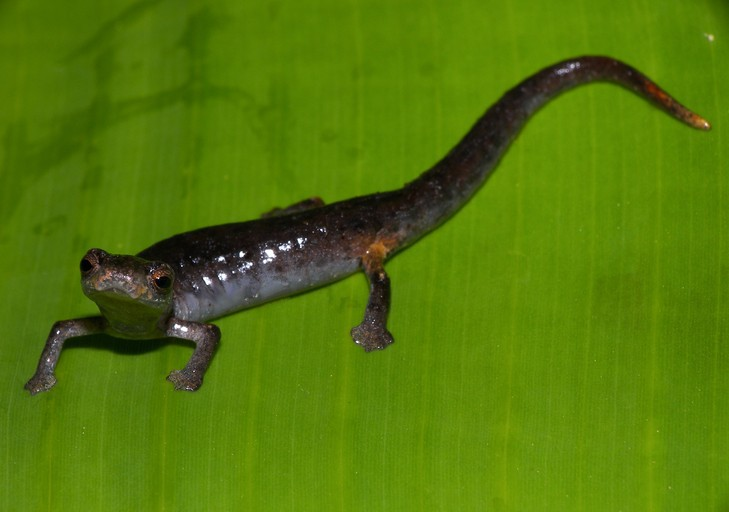
Bolitoglossa phalarosoma

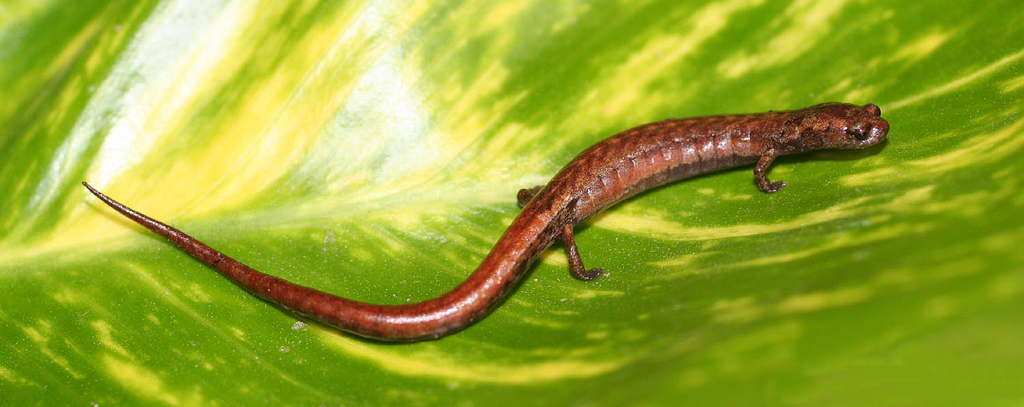
Nototriton lignicola

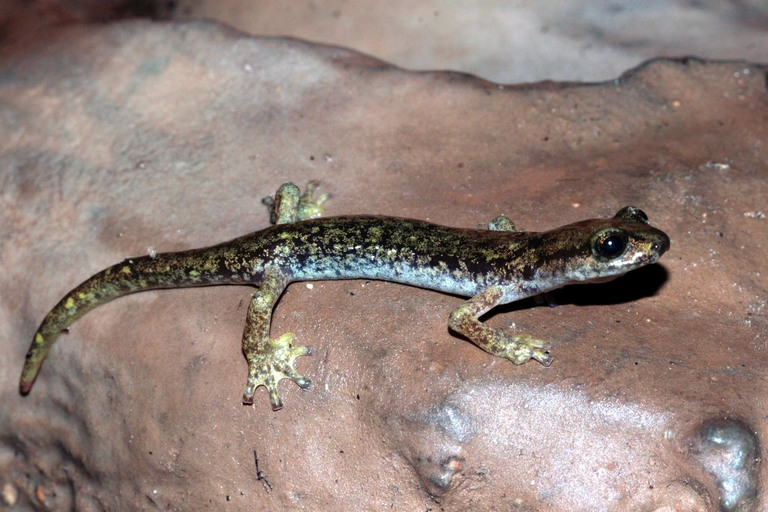
Sopramonte-Höhlensalamander
(Speleomantes supramontis)

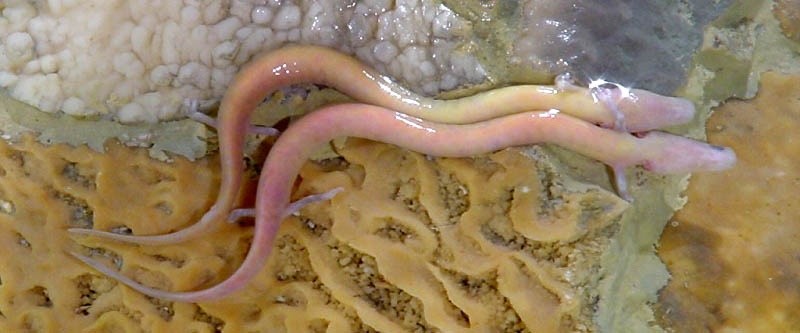
Grottenolm
(Proteus anguinus)

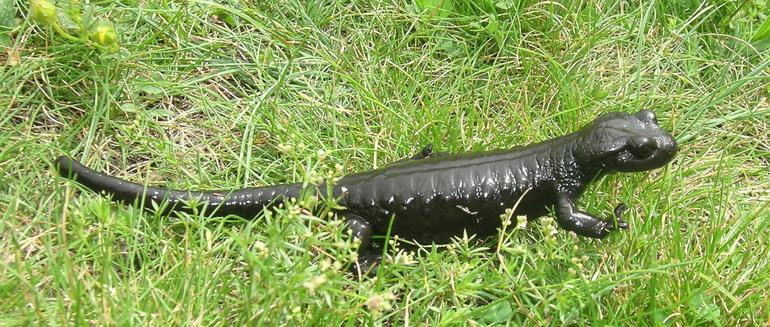
Lanzas Alpensalamander
(Salamandra lanzai)

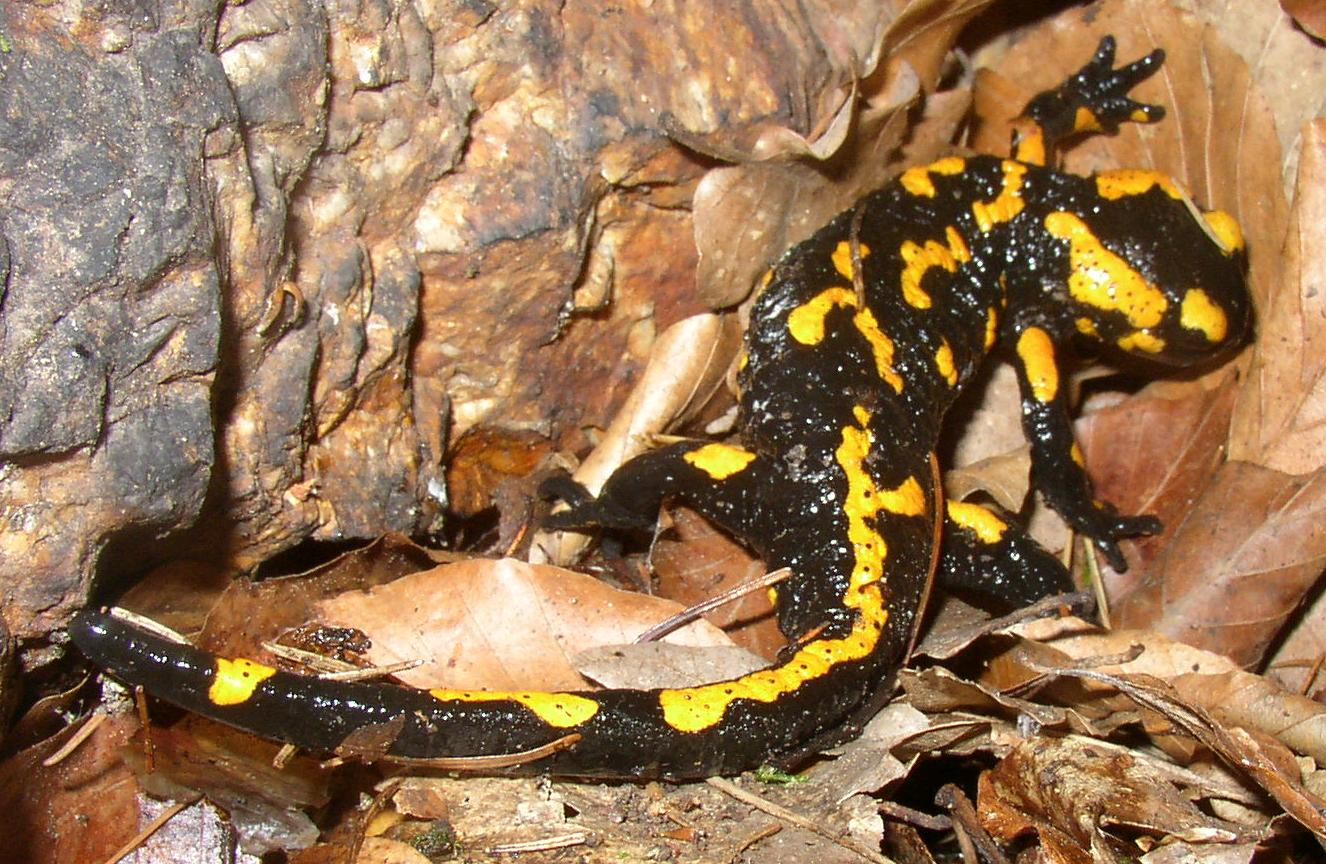
Feuersalamander (Salamandra salamandra)

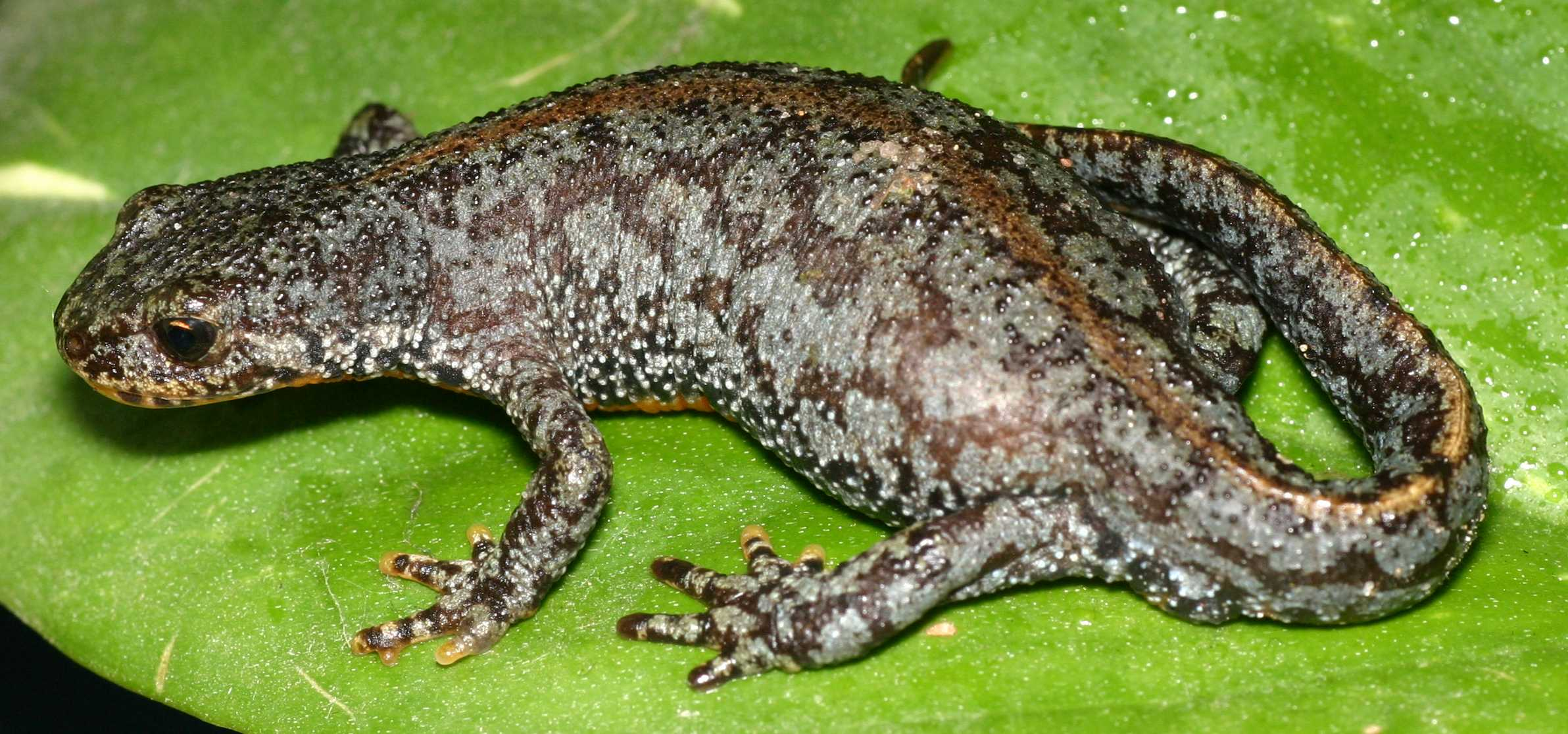
Bergmolch, Weibchen (Ichthyosaura alpestris)

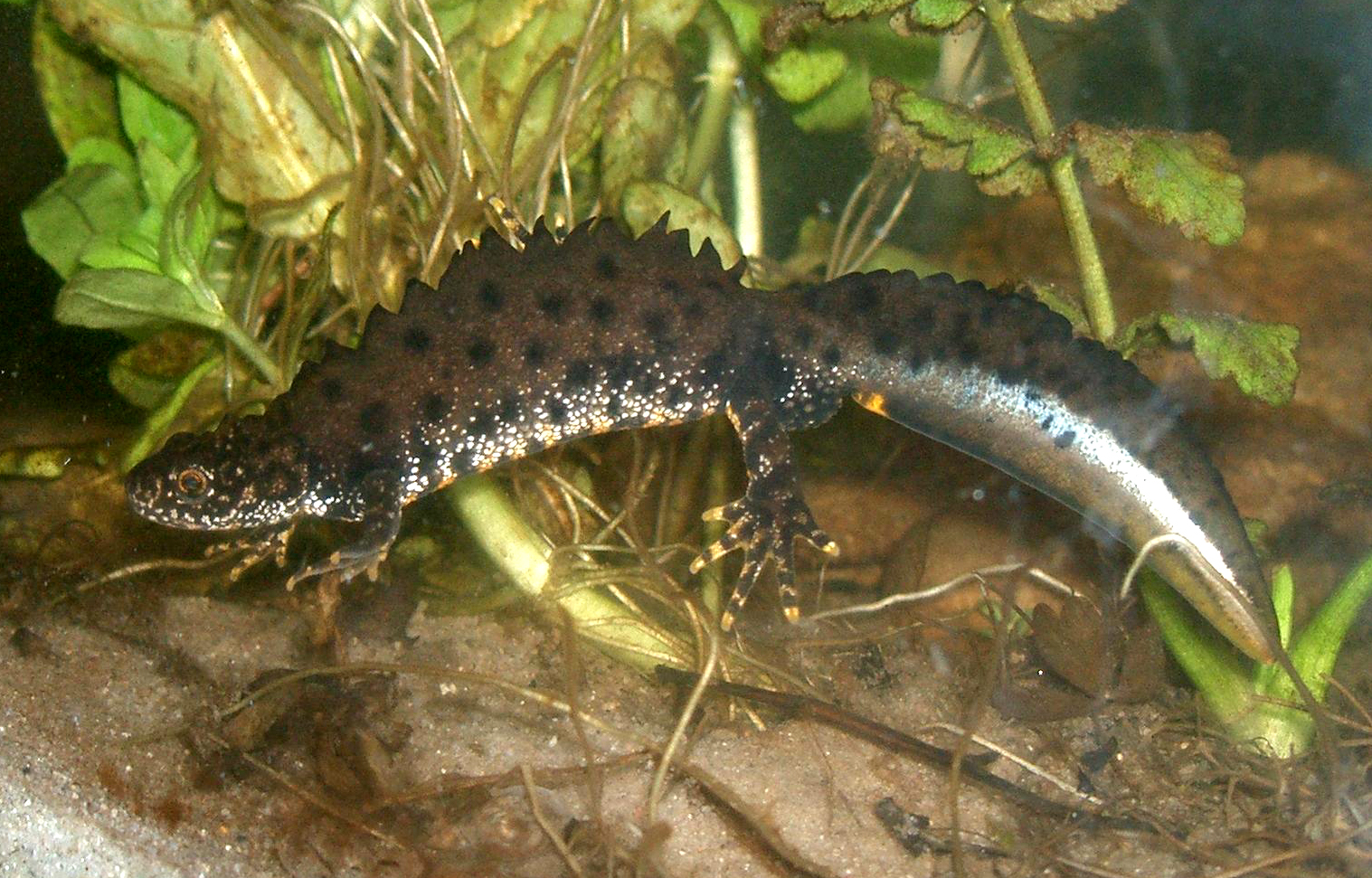
Nördlicher Kammmolch, Männchen (Triturus cristatus)

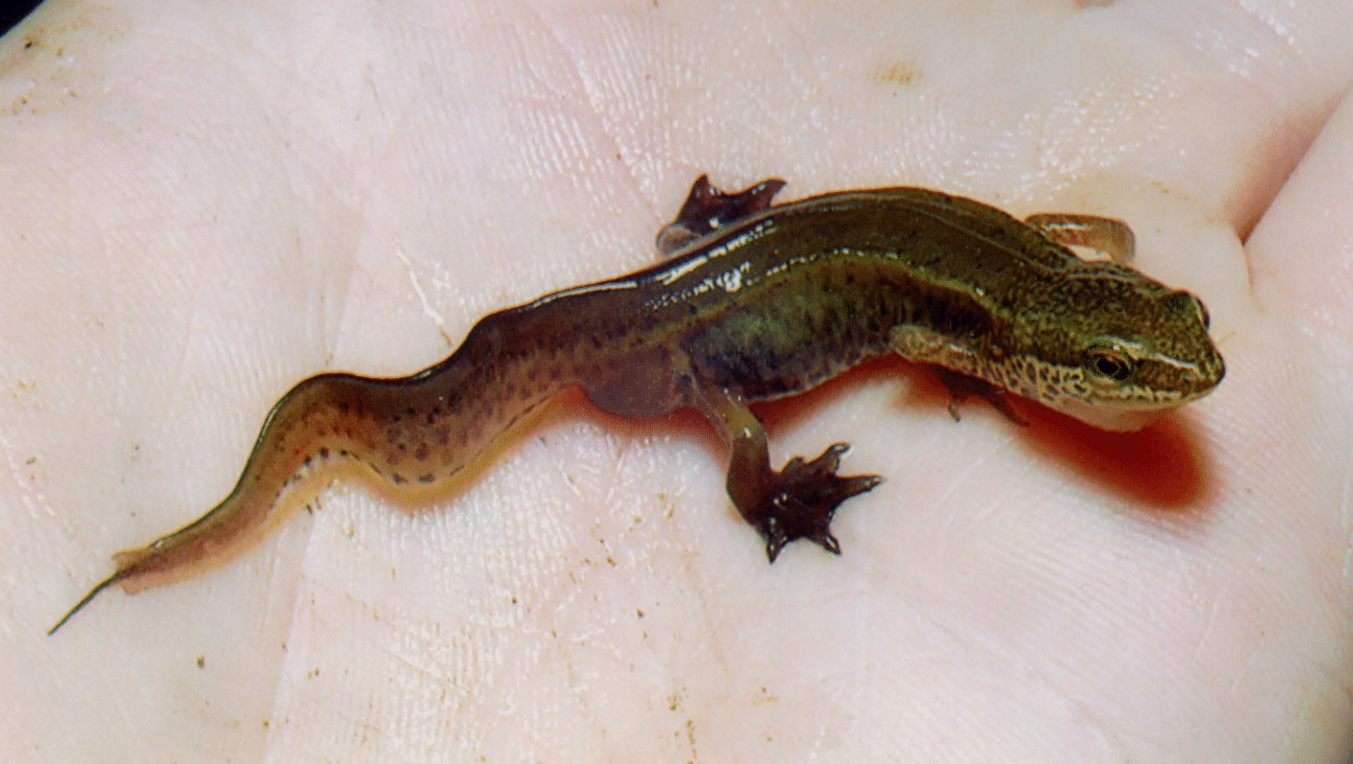
Fadenmolch, Männchen (Lissotriton helveticus)

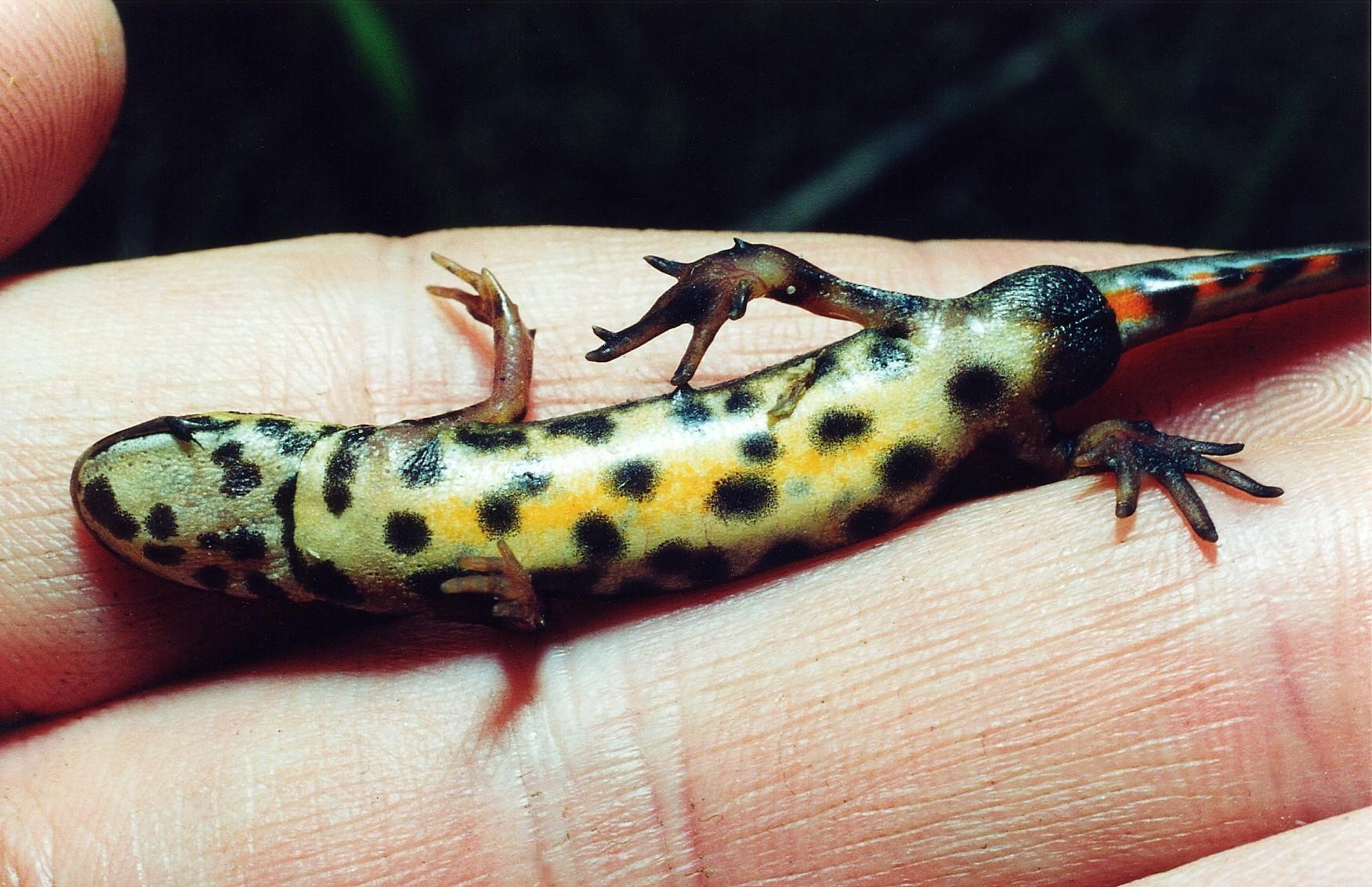
Teichmolch, Bauchseite Männchen (Lissotriton vulgaris)

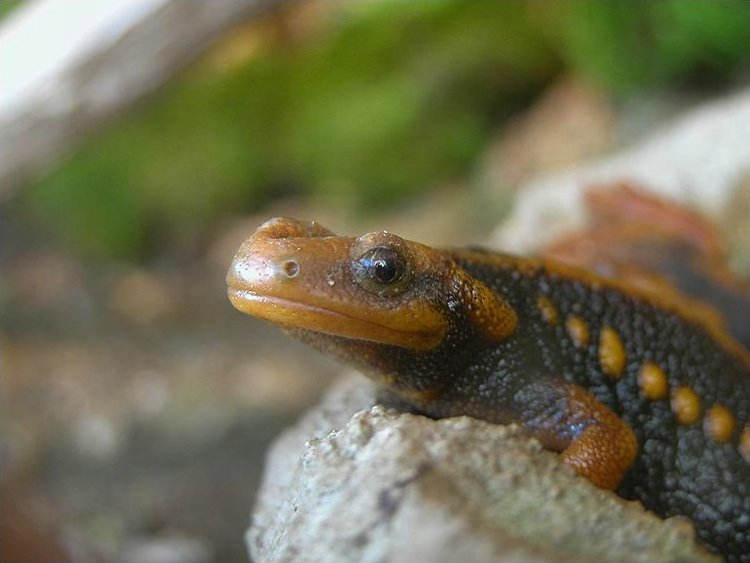
Geknöpfter Birma-Krokodilmolch (Tylototriton verrucosus)

  - Familie Riesensalamander (Cryptobranchidae)
    - Gattung Asiatische Riesensalamander (Andrias)
      - Art Chinesischer Riesensalamander (A. davidianus)
      - Art Japanischer Riesensalamander (A. japonicus)

    - Gattung Amerikanische Riesensalamander (Cryptobranchus)
      - Art Schlammteufel oder Hellbender (C. alleganiensis)

  - Familie Winkelzahnmolche (Hynobiidae)
    - Gattung Asiatische Gebirgsmolche (Batrachuperus)
    - Gattung Hynobius
    - Gattung Krallenfingermolche (Onychodactylus)
    - Gattung Pachyhynobius
    - Gattung Protohynobius
    - Gattung Froschzahnmolche (Ranodon)
    - Gattung Salamandrella

- Überfamilie Armmolche (Sirenoidea)
  - Familie Armmolche (Sirenidae)
    - Gattung Zwergarmmolche (Pseudobranchus)
    - Gattung Armmolche (Siren)

- Überfamilie Salamanderverwandte (Salamandroidea)
  - Familie Querzahnmolche (Ambystomatidae)
    - Gattung Eigentliche Querzahnmolche (Ambystoma)
      - Art Lerma-Querzahnmolch (A. lermaense)
      - Art Axolotl (A. mexicanum)
      - Art Tigersalamander (A. tigrinum)

    - Gattung Riesenquerzahnmolche (Dicamptodon)

  - Familie Aalmolche (Amphiumidae)
    - Gattung Amphiuma
      - Art Dreizehen-Aalmolch (A. tridactylum)

  - Familie Lungenlose Salamander (Plethodontidae)
    - Unterfamilie Bolitoglossinae
      - Gattung Wurmsalamander (Batrachoseps)
      - Gattung Pilzzungen-Salamander (Bolitoglossa)
      - Gattung Schwielensalamander (Chiropterotriton)
      - Gattung Dendrotriton
      - Gattung Ixalotriton
      - Gattung Lineatriton
      - Gattung Nototriton
      - Gattung Nyctanolis
      - Gattung Tropensalamander (Oedipina)
        - Art Oedipina paucidentata

      - Gattung Parvimolge
      - Gattung Mexiko-Salamander (Pseudoeurycea)
        - Art Pseudoeurycea naucampatepetl
        - Art Pseudoeurycea saltator

    - Unterfamilie Hemidactyliinae
      - Gattung Hemidactylium
        - Art Vierzehensalamander (H. scutatum)

    - Unterfamilie Plethodontinae
      - Gattung Baumsalamander (Aneides)
        - Art Alligatorsalamander (A. lugubris)

      - Gattung Bachsalamander (Desmognathus)
      - Gattung Eschscholtz-Salamander (Ensatina)
      - Gattung Hydromantes
      - Gattung Schleichensalamander (Phaeognathus)
      - Gattung Waldsalamander (Plethodon)
        - Art Rotrücken-Waldsalamander (P. cinereus)
        - Art Silbersalamander (P. glutinosus)
        - Art Rotwangen-Waldsalamander (P. jordani)

      - Gattung Europäische Höhlensalamander (Speleomantes) (in einigen Übersichten nur Synonym von Hydromantes)
        - Art Ambrosis Höhlensalamander (S. ambrosii)
        - Art Monte-Albo-Höhlensalamander (S. flavus)
        - Art Genés Höhlensalamander (S. genei)
        - Art Duftender Höhlensalamander (S. imperialis)
        - Art Italienischer Höhlensalamander (S. italicus)
        - Art Sàrrabus-Höhlensalamander (S. sarrabusensis)
        - Art Ligurischer Höhlensalamander (S. strinatii)
        - Art Sopramonte-Höhlensalamander (S. supramontis)

    - Unterfamilie Spelerpinae
      - Gattung Gelbsalamander (Eurycea)
        - Art Dreistreifensalamander (E. guttolineata)
        - Art Grotten-Gelbsalamander (E. lucifuga)
        - Art Texanischer Brunnenmolch (E. rathbuni)

      - Gattung Quellensalamander (Gyrinophilus)
      - Gattung Haideotriton
      - Gattung Schlammsalamander (Pseudotriton)
        - Art Rotsalamander (P. ruber)

      - Gattung Streifensalamander (Stereochilus)
      - Gattung Urspelerpes
        - Art Urspelerpes brucei

  - Familie Olme (Proteidae)
    - Gattung Furchenmolche (Necturus)
      - Art Alabama-Furchenmolch (N. alabamensis)
      - Art Gefleckter Furchenmolch (N. maculosus)

    - Gattung Proteus
      - Art Grottenolm (P. anguinus)

  - Familie Rhyacotritonidae
    - Gattung Rhyacotriton

  - Familie Echte Salamander und Molche (Salamandridae)
    - Gattung Pyrenäen-Gebirgsmolche (Calotriton)
      - Art Montseny-Gebirgsmolch (C. arnoldi)
      - Art Pyrenäen-Gebirgsmolch (C. asper)

    - Gattung Chioglossa
      - Art Goldstreifen-Salamander (Ch. lusitanica)

    - Gattung Feuerbauchmolche (Cynops)
      - Art Schwertschwanzmolch (C. ensicauda)
      - Art Japanischer Feuerbauchmolch (C. pyrrhogaster)
      - Art Chinesischer Feuerbauchmolch (C. orientalis)

    - Gattung Echinotriton
    - Gattung Tyrrhenische Gebirgsmolche (Euproctus)
      - Art Korsischer Gebirgsmolch (E. montanus)
      - Art Sardischer Gebirgsmolch (E. platycephalus)

    - Gattung Ichthyosaura
      - Art Bergmolch (I. alpestris)

    - Gattung Lissotriton (Kleine europäische Wassermolche)
      - Art Spanischer Wassermolch (L. boscai)
      - Art Fadenmolch (L. helveticus)
      - Art Italienischer Wassermolch (L. italicus)
      - Art Karpatenmolch (L. montandoni)
      - Art Teichmolch (L. vulgaris)

    - Gattung Lykische Salamander (Lyciasalamandra)
      - Art Lyciasalamandra helverseni
      - Art Lyciasalamandra luschani

    - Gattung Mertensiella
      - Art Kaukasus-Salamander (M. caucasica)

    - Gattung Neurergus
    - Gattung Ostamerikanische Wassermolche (Notophthalmus)
      - Art Grünlicher Wassermolch (N. viridescens)

    - Gattung Bandmolche (Ommatotriton)
      - Art Nördlicher Bandmolch (O. ophryticus )
      - Art Südlicher Bandmolch (O. vittatus)

    - Gattung Kurzfußmolche (Pachytriton)
      - Art Chinesischer Kurzfußmolch (P. brevipes)

    - Gattung Warzenmolche (Paramesotriton)
    - Gattung Rippenmolche (Pleurodeles)
      - Art Spanischer Rippenmolch (P. waltl)

    - Gattung Eigentliche Salamander (Salamandra)
      - Art Alpensalamander (S. atra)
      - Art Korsischer Feuersalamander (S. corsica)
      - Art Lanzas Alpensalamander (S. lanzai)
      - Art Südspanischer Feuersalamander (S. longirostris)
      - Art Feuersalamander (S. salamandra)

    - Gattung Brillensalamander (Salamandrina)
      - Art Nördlicher Brillensalamander (S. perspicillata)
      - Art Südlicher Brillensalamander (S. terdigitata)

    - Gattung Westamerikanische Wassermolche (Taricha)
      - Art Rauhäutiger Gelbbauchmolch (T. granulosa)

    - Gattung Triturus (Kamm- und Marmormolche)
      - Art Alpen-Kammmolch (T. carnifex)
      - Art Nördlicher Kammmolch (T. cristatus)
      - Art Donau-Kammmolch (T. dobrogicus)
      - Art Bureschs Kammmolch (T. ivanbureschi)
      - Art Asiatischer Kammmolch (T. karelinii)
      - Art Makedonischer Kammmolch (T. macedonicus)
      - Art Marmormolch (T. marmoratus)
      - Art Zwerg-Marmormolch (T. pygmaeus)

    - Gattung Krokodilmolche (Tylototriton)
      - Art Geknöpfter Birma-Krokodilmolch (Tylototriton verrucosus)

| Siehe auch: Systematik der Amphibien |

## Stammesgeschichte

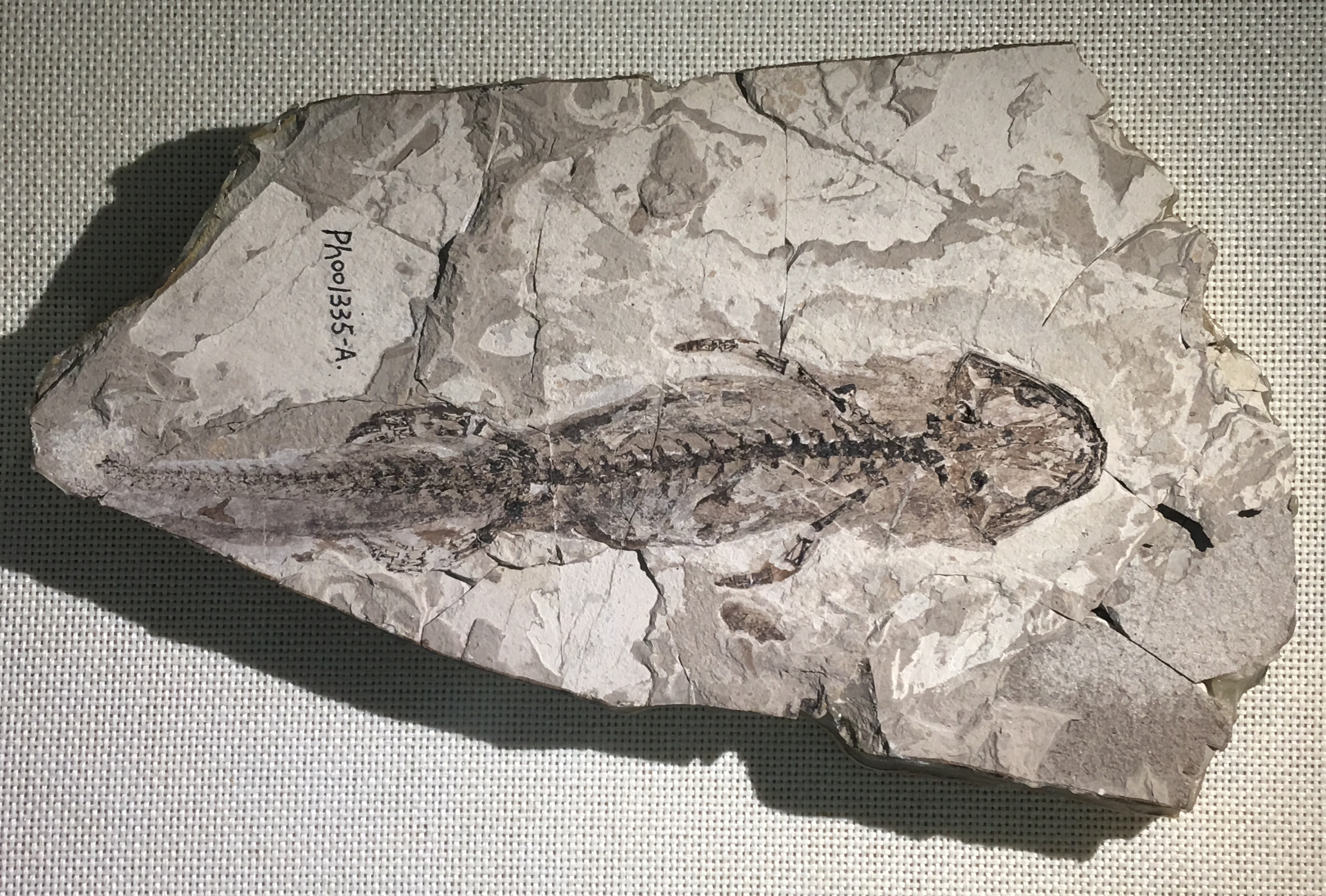
Chunerpeton tianyiensis

Wie bei Froschlurchen und Schleichenlurchen stammen die ältesten Fossilien aus der Stammgruppe der Schwanzlurche aus der Trias. Triassurus sixtelae ist etwa 230 Millionen Jahre alt, wurde in der Madygen-Formation im südwestlichen Kirgisistan gefunden und Mitte 2020 wissenschaftlich beschrieben. Die Art teilt einige ursprüngliche Merkmalsausprägungen mit den ausgestorbenen Temnospondyli, besonders mit den Branchiosauridae und den Amphibamidae. Marmorerpeton aus dem mittleren Jura von England, ebenfalls ein Stammgruppenvertreter, war wahrscheinlich vollständig aquatisch. Chunerpeton stammt aus dem Mitteljura der Inneren Mongolei und ist mit den rezenten Riesensalamandern (Cryptobranchidae) verwandt. Als ältester bekannter Salamanderverwandter (Salamandroidea) gilt Beiynerpeton, dessen ca. 157 Millionen Jahre (Oberjura) alte fossile Überreste in der Tiaojishan-Formation in der chinesischen Provinz Liaoning gefunden wurden.

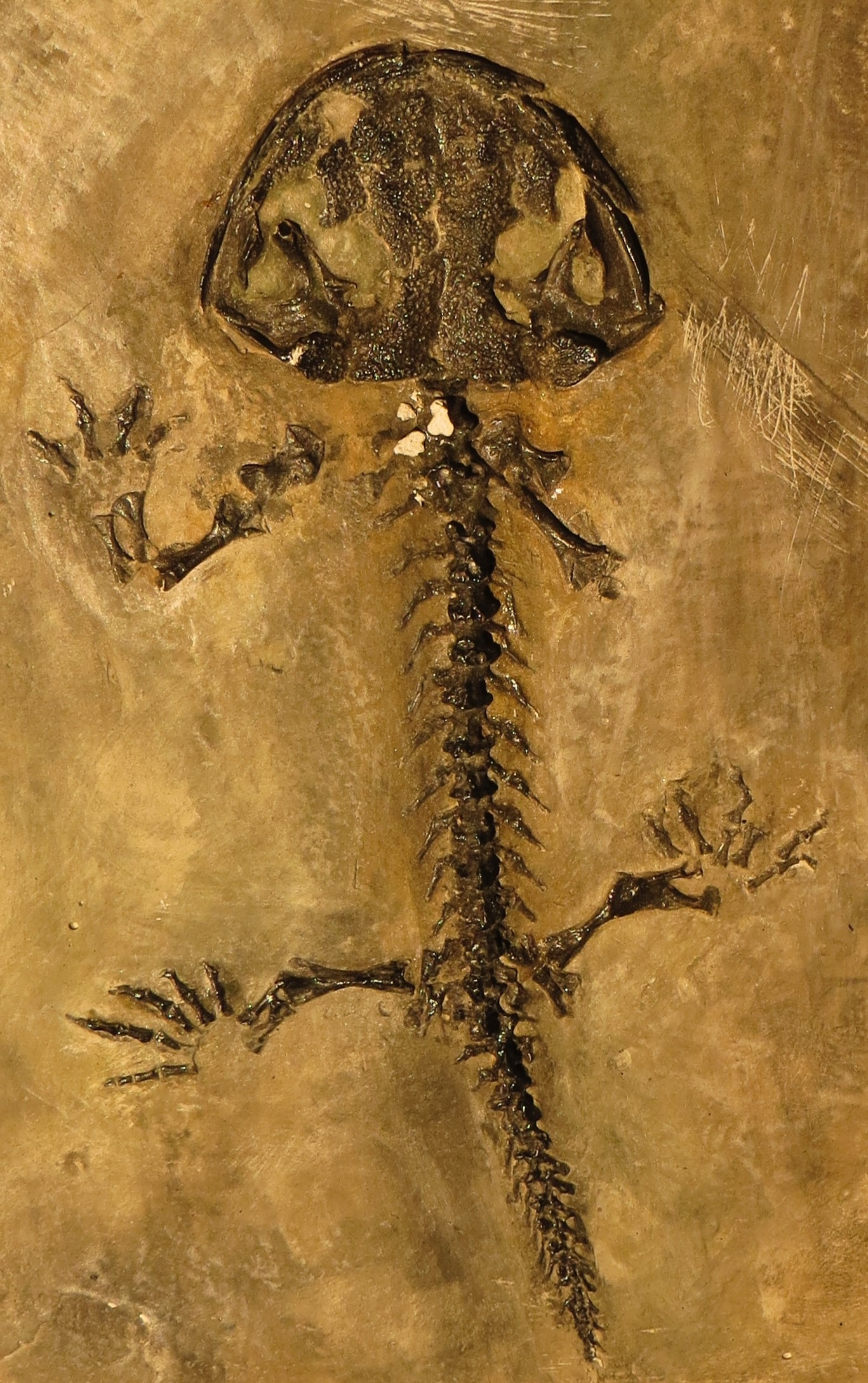
Karaurus sharovi

Aus dem Oberjura von Kasachstan stammt Karaurus. Von dieser Gattung sind fast vollständige Skelette überliefert, die vermuten lassen, dass die ca. 12 cm langen Tiere terrestrisch waren. Nur selten blieben die winzigen, fragilen Skelette der Schwanzlurche in den Gesteinen des Mesozoikums erhalten. Da sich urzeitliche Salamanderfossilien in Zentralasien aber häufen, liegt es nahe, dass die Wurzeln der Schwanzlurche in dieser Region liegen. Die ausgestorbenen, nur in Nordamerika vorkommenden Batrachosauroididae erschienen im späten Jura, ähnelten den Olmen (Proteidae) und waren wie diese wahrscheinlich aquatisch. Sie lassen sich bis zum frühen Pliozän nachweisen. In der Oberkreide trat eine den Armmolchen (Sirenidae) ähnliche Familie mit zwei Gattungen auf, Prosiren aus Texas und Ramonellus aus Israel. Wie die Armmolche waren die Tiere langgestreckt und es fehlten ihnen die Hinterbeine. Ob sie aber wirklich näher mit den Armmolchen verwandt sind, ist bisher unklar. Valdotriton aus dem späten Barremium von Spanien ist durch sechs vollständige Skelette bekannt und gehört zu den Salamanderverwandten, ohne einer rezenten Familie zugeordnet werden zu können. Anatomisch vermittelt die Gattung zwischen den Olmen und den übrigen Salamanderverwandten. In der Oberkreide erschienen zwei heute noch existierende Familien, die Aalmolche (Amphiumidae) und die Armmolche, sowie die Scapherpetontidae, die im frühen Eozän wieder verschwanden. Proamphiuma aus kreidezeitlichen Ablagerungen in Montana ist der früheste bekannte Aalmolch und Vorgänger der rezenten Gattung Amphiuma. Fossile Armmolche sind Kababisha aus Afrika, Notoerpeton aus Südamerika und die großwüchsige Gattung Habrosaurus aus Nordamerika, die bis zum frühen Paläozän überdauerte. Aus Afrika sind auch jüngere Armmolche bekannt. Seit dem mittleren Eozän lässt sich die rezente Gattung Siren in Nordamerika nachweisen und die Zwergarmmolche (Pseudobranchus) erschienen im Pliozän in Florida. Die Scapherpetontidae kamen in Nordamerika von der späten Kreide bis frühen Eozän vor. Scapherpeton und Piceoerpeton ähnelten der rezenten Salamandergattung Dicamptodon, Lisserpeton hatte einen langgestreckten Körper und reduzierte Beine. Die Riesen-Querzahnmolche (Dicamptodontidae) erschienen in Nordamerika nach dem Aussterben der Scapherpetontidae und scheinen wie ihre heutigen Vertreter mit der Redwood-Flora assoziiert zu sein. 

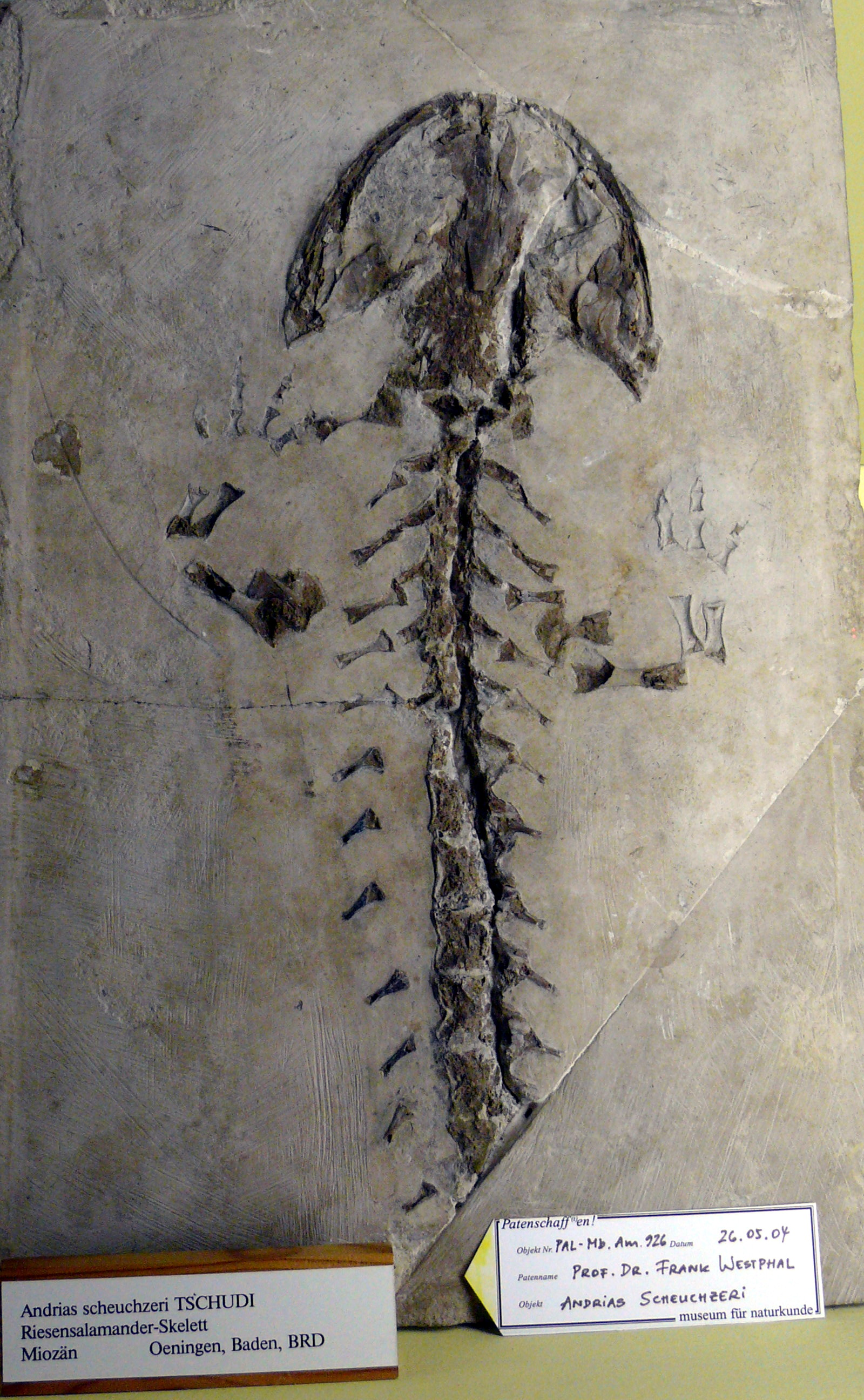
Andrias scheuchzeri

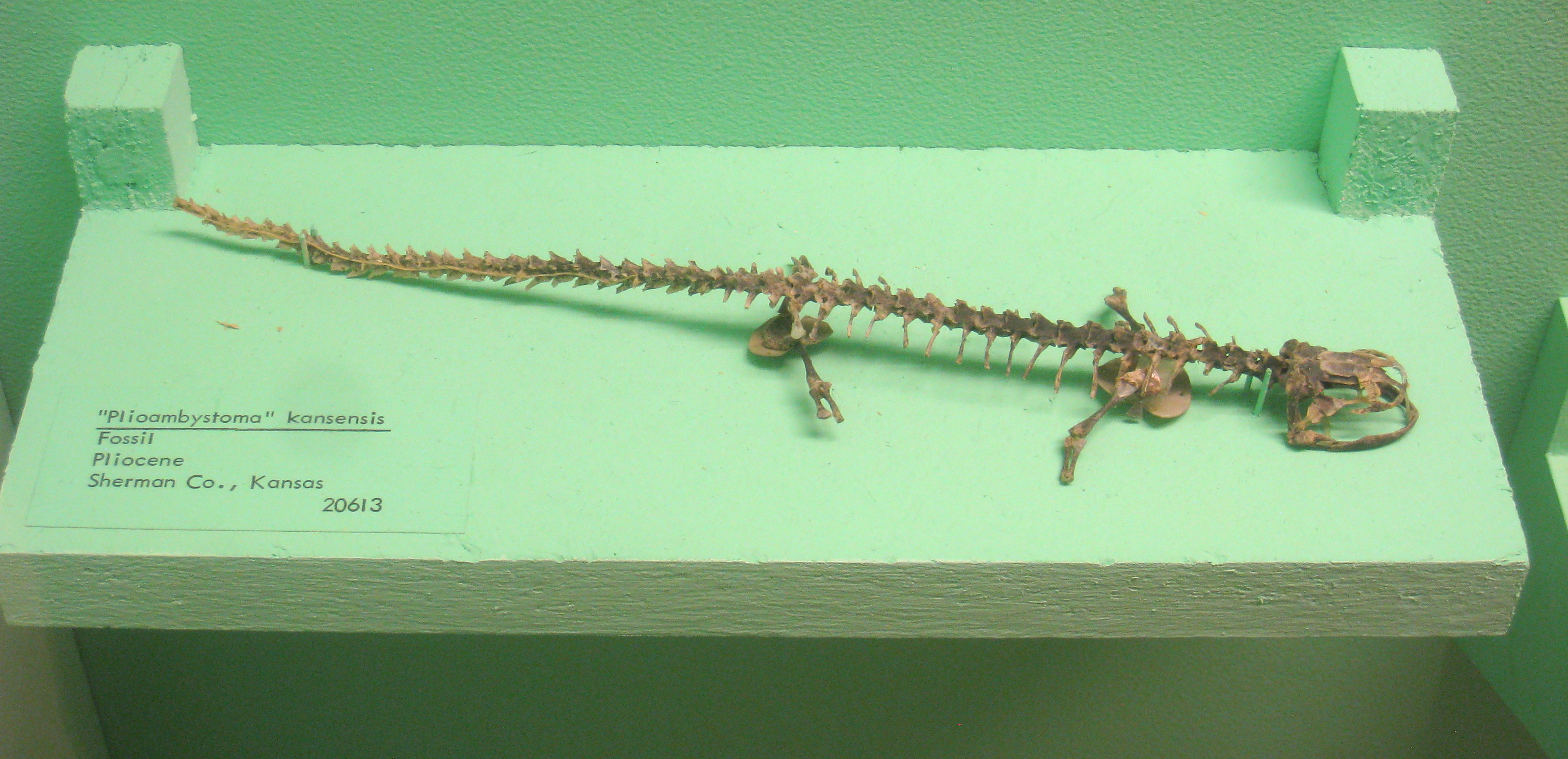
Ambystoma kansensis

Die Riesensalamander (Cryptobranchidae), die Olme und die Echten Salamander (Salamandridae) erschienen im Paläozän. Die rezente Gattung Cryptobranchus hinterließ aus dem Paläozän stammende Fossilien in Saskatchewan und ließ sich auch im Pleistozän der Appalachen nachweisen. Fossilien von Andrias, der zweiten Gattung der Riesensalamander, fand man in Europa, Nordamerika und Japan, wobei Andrias scheuchzeri aus dem oberen Oligozän die älteste Art der Gattung ist. Von den Winkelzahnmolchen (Hynobiidae) liegen bisher keine Fossilfunde vor. Die Olme erschienen im späten Paläozän in Nordamerika und im mittleren Miozän in Europa. Einige Fossilien lassen sich den rezenten Gattungen Necturus und Proteus zuordnen, andere zwei neu eingeführten ausgestorbenen Gattungen. Die Gattung Ambystoma tritt seit dem Eozän in Nordamerika auf und ist in Fossillagerstätten des Pleistozän häufig vertreten. Die Familie der Echte Salamander und Molche (Salamandridae) ist in der fossilen Überlieferung besonders gut vertreten. Man kennt 18 Gattungen und mehr als 50 Arten. Die rezente Gattung Salamandra und die Krokodilmolche (Tylototriton) sind schon aus dem Eozän bekannt, Taricha und Triturus aus dem Oligozän und Notophthalmus aus dem Miozän. Die fossile Überlieferung der artenreichsten Schwanzlurchfamilie, der Lungenlosen Salamander (Plethodontidae) ist dagegen extrem spärlich und von den sechs benannten fossilen Gattungen sind vier nur aus dem Pleistozän bekannt. In Montana fand man einige Wirbel der Tiere, die auf das frühe Miozän datiert werden und in Kalifornien gefundene Fußspuren eines Lungenlosen Salamanders stammen aus dem frühen Pliozän.